# Schönsreuth
Schönsreuth ist ein Stadtteil der oberfränkischen Stadt Lichtenfels im Landkreis Lichtenfels.

## Geografie
Das Dorf im Banzer Stiftsland liegt etwa drei Kilometer nordwestlich von Lichtenfels in einer Talmulde am Fuß des Banzer Berges. Der Stöppachsgraben und der Heinachsbach fließen durch den Ort.

## Geschichte
Schönsreuth wurde im Jahr 1195 erstmals urkundlich erwähnt, als der Bamberger Bischof Otto dem Kloster Banz Neubrüche in „Scewinsruit“ bestätigte. Die nächste Nennung von Schönsreuth folgte 1225 mit „Hermann de Schewensruoth“ als Zeugen für den Würzburger Bischof Hermann.
Im Jahr 1801 lag Schönsreuth im Territorium des Hochstifts Bamberg, das die hohe Zent besaß. Der Ort war Bestandteil des zu Kloster Banz gehörigen Stiftslandes. Die Dorf-, Gemeinde-, Lehen- und Vogteiherrschaft gehörte dem Kloster. Kirchlich war das Bistum Würzburg, vertreten durch den Altenbanzer Pfarrer, zuständig. Es gab ein Gemeindehaus, elf mit Haus und Stadel bebaute Sölden und zwei Tropfhäuser.
Im Jahr 1818 hatte Schönsreuth 131 Einwohner und wurde mit dem Nachbarort Kösten zu einer Landgemeinde zusammengefügt. 1862 folgte die Eingliederung des Dorfes in das neu geschaffene bayerische Bezirksamt Lichtenfels. 1875 zählte Schönsreuth 183 Einwohner und 66 Gebäude. Die katholische Kirche stand im 5,5 Kilometer entfernten Altenbanz und die katholische Schule im 1,5 Kilometer entfernten Stetten. 1900 umfasste die Landgemeinde Kösten eine Fläche von 508,96 Hektar, 400 Einwohner, von denen 394 katholisch waren, und 75 Wohngebäude. 180 Personen lebten in Schönsreuth in 31 Wohngebäuden. Das Dorf war dem Kirchensprengel der evangelischen Kirche in Herreth zugeordnet. 1925 lebten in dem Dorf 186 Personen in 32 Wohngebäuden. Schönsreuth gehört seitdem sowohl zum Kirchensprengel der katholischen als auch evangelischen Pfarrei in Lichtenfels. Die Schule war damals in Kösten. 1950 hatte der Ort 221 Einwohner und 33 Wohngebäude. Im Jahr 1970 zählte der Ort Schönsreuth 193 Einwohner und 1987 207 Einwohner sowie 57 Wohngebäude.
Am 1. Januar 1975 wurde Schönsreuth in die Stadt Lichtenfels eingegliedert.

## Sehenswürdigkeiten

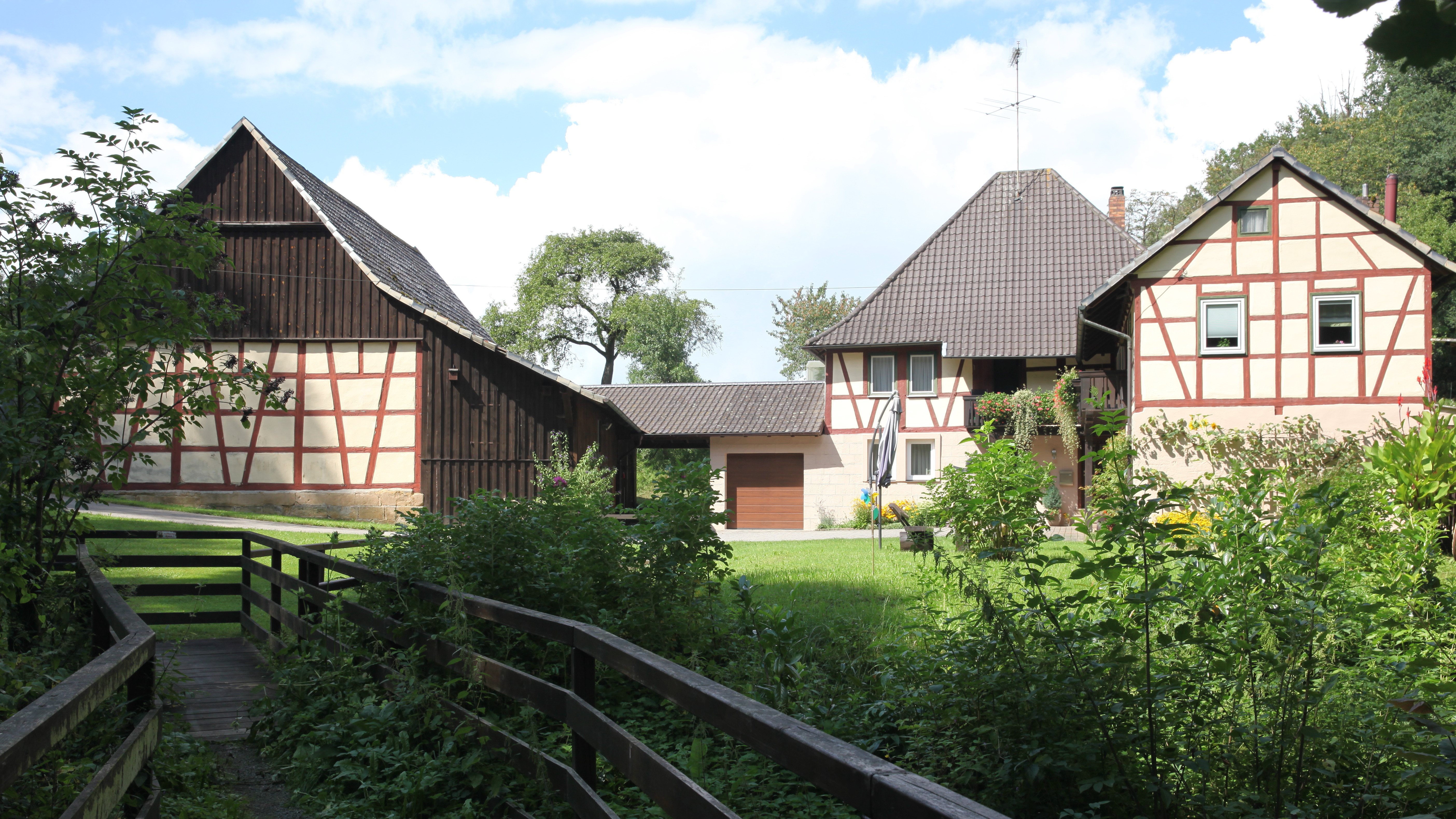
Mühle

In der Bayerischen Denkmalliste sind für Schönsreuth vier Baudenkmäler aufgeführt.
Die Schönsreuther Mühle, eine ehemalige Klostermühle, wurde erstmals im Jahr 1229 im Rahmen der Anlage von Fischteichen genannt. 1704/1705 ließ der Banzer Abt Kilian Düring, nach Erlaubnis durch den Bamberger Fürstbischof Lothar Franz von Schönborn, die Mühle errichten. Der zweigeschossige Walmdachbau mit einem Fachwerkobergeschoss ist mit der Jahreszahl „1844“ bezeichnet.